# Philippe Bosquier
Pour les articles homonymes, voir Bosquier.

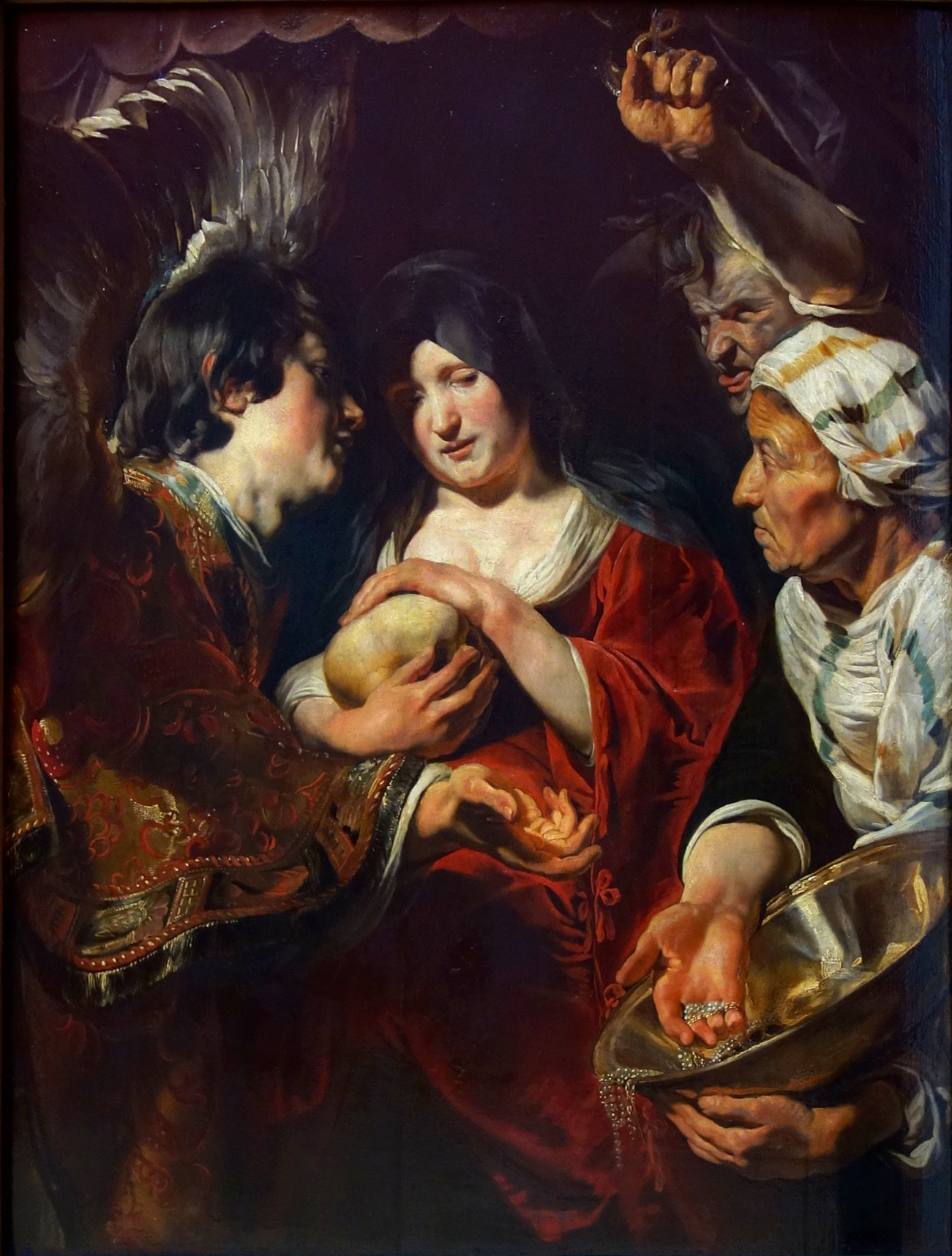
Pénitence ou vanité ? L'heure du choix (par Jacob Jordaens)

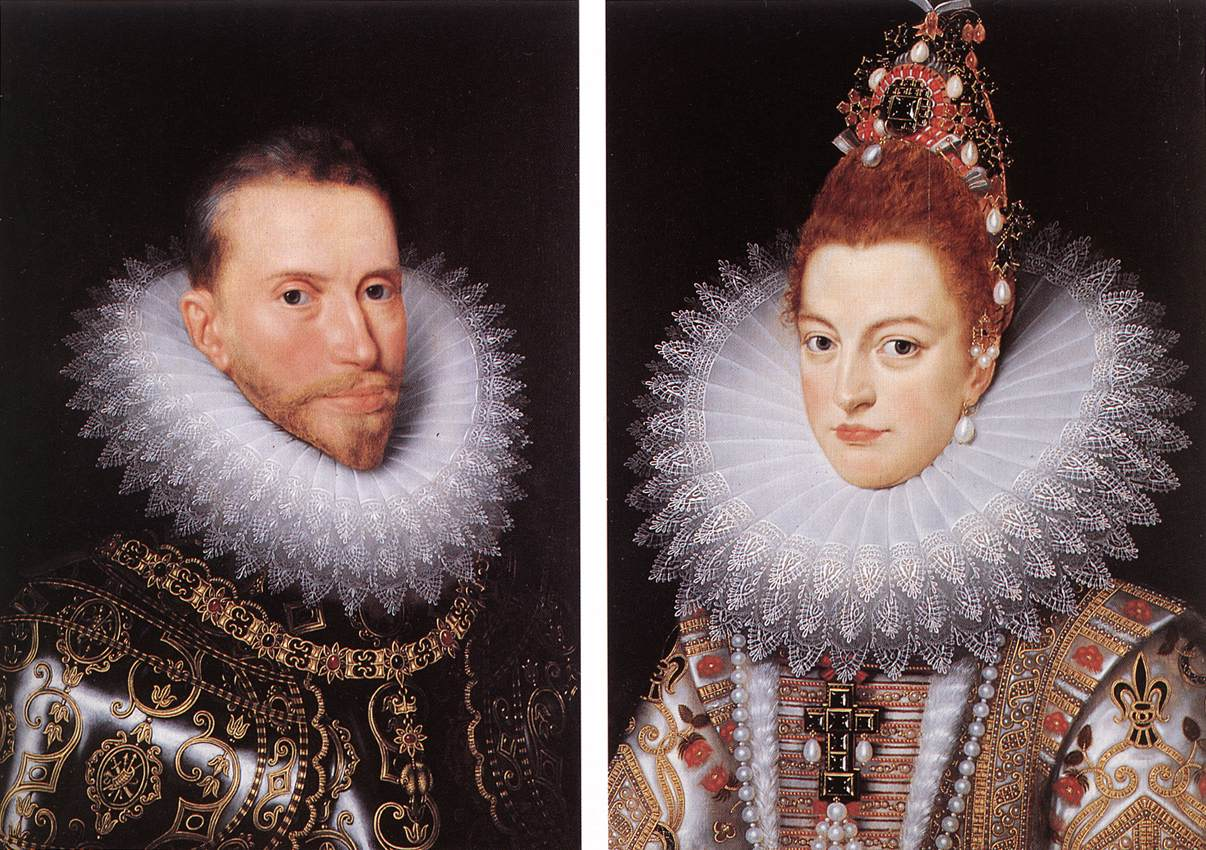
Les Archiducs Albert et Isabelle (Anonyme, XVIIe siècle)

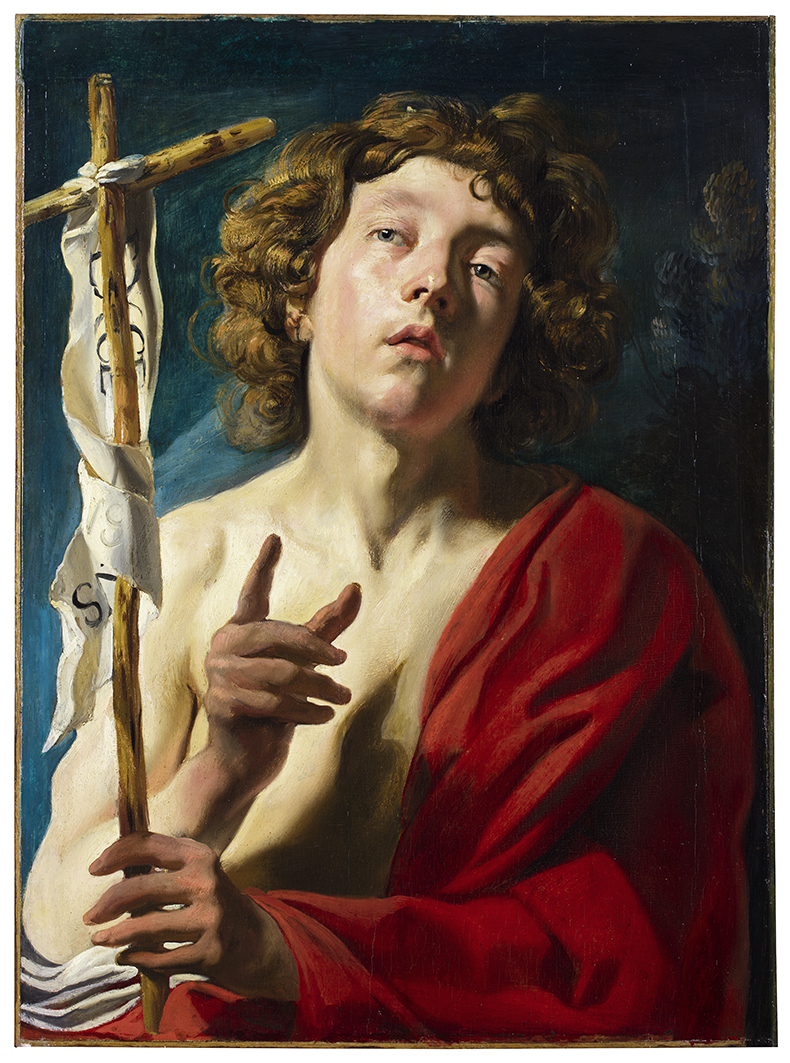
Saint Jean-Baptiste (par Jordaens)

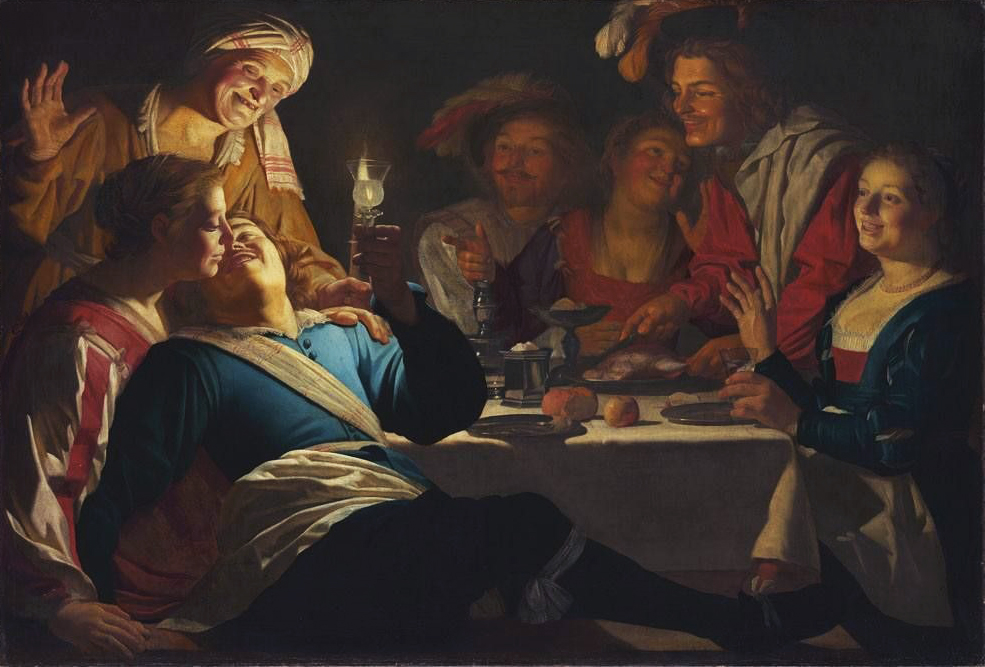
L'Enfant Prodigue (par Gerard van Honthorst)

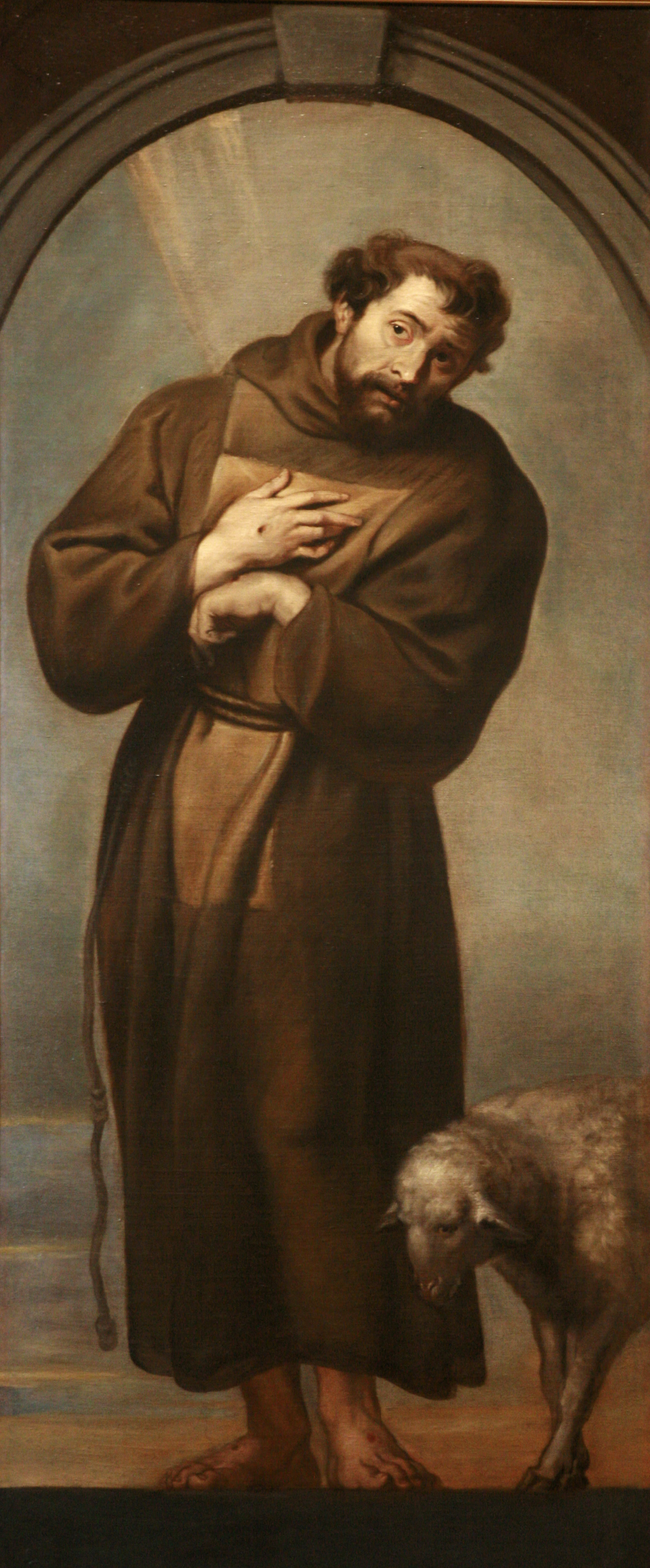
François d'Assise (par Rubens)

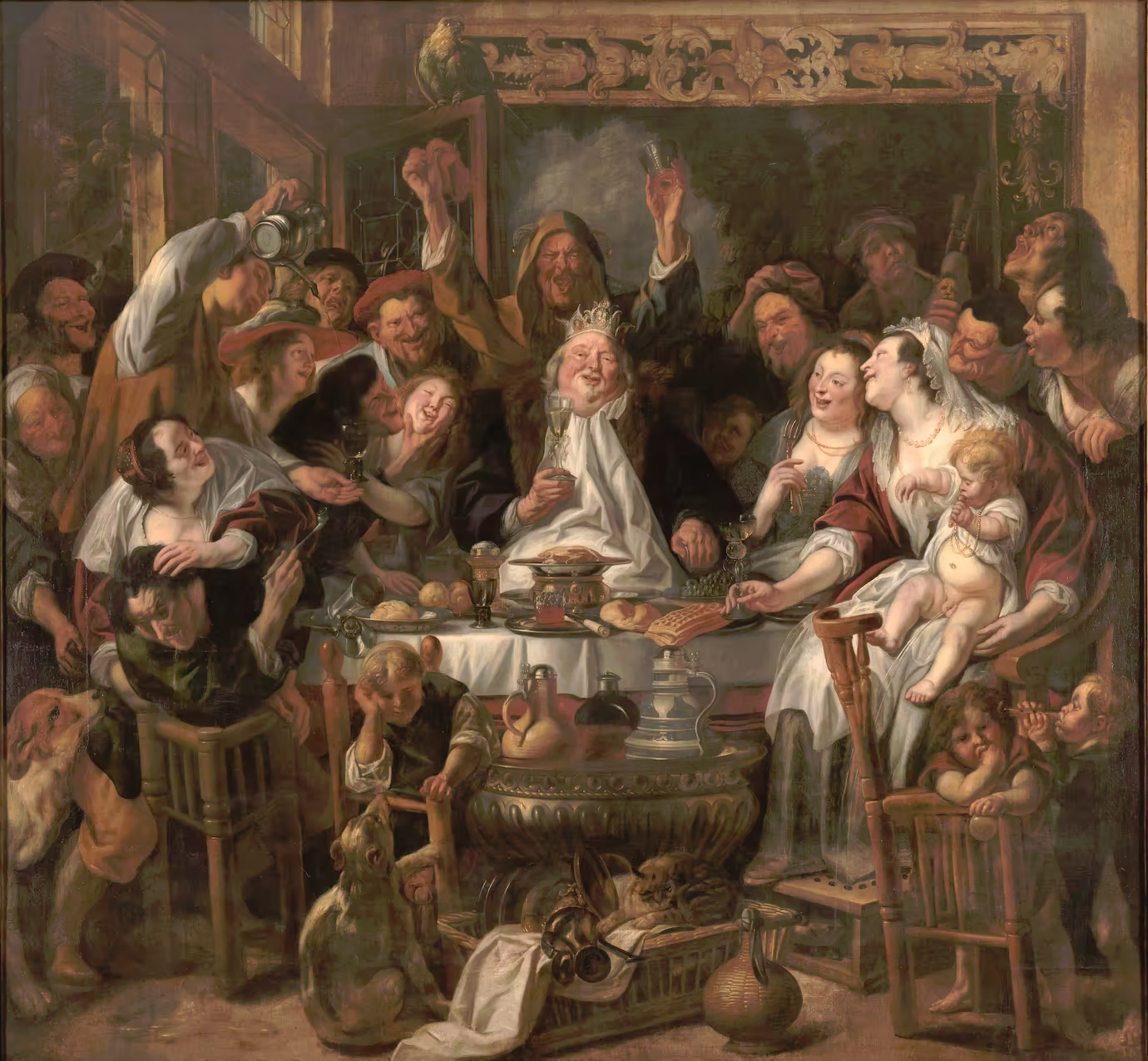
Humour et truculence dans les Flandres baroques (par Jordaens)

Philippe Bosquier, né en 1561 ou 1562 à Mons et mort en 1636 à Avesnes, est un prêtre franciscain wallon, auteur d'ouvrages en français et en latin, prédicateur réputé pour sa critique des mœurs, à la charnière des XVIe et XVIIe siècles, dans les Pays-Bas espagnols.

## Biographie
Philippe Bosquier est né à Mons, dans les Pays-Bas méridionaux, en 1561 ou 1562, dans une famille assez aisée : l'un de ses frères fut échevin et capitaine d'un régiment de milice bourgeoise, lui-même fit de brillantes études au Collège de Houdain. Vers 1580, il entre dans l'ordre des frères mineurs au couvent des récollets de Luxembourg. Après le noviciat, il est envoyé chez les franciscains de Namur, où il étudie la théologie, et plus particulièrement l'éloquence sacrée, sous la direction du Frère mineur Henri Willot.
En 1595, il réside au couvent d'Ath. En 1598, il prêche le carême à Saint-Omer, devant un parterre d'autorités ecclésiastiques. En 1601, il est nommé gardien (= supérieur) de la communauté de Luxembourg. Or, par une lettre adressée, le 20 octobre 1602, au Conseil de la ville, les Archiducs Albert et Isabelle avaient promis de céder le couvent franciscain aux bénédictins de Munster. Philippe se rend alors à Bruxelles et prononce devant la cour un discours en latin dont leurs altesses royales furent à ce point charmées qu'elles suspendirent leur décision.
Toutefois, s'étant démis de sa fonction avant l'expiration du mandat, il entame une carrière de prédicateur itinérant. Il parcourt ainsi l'Artois, le Cambrésis, la Champagne, le Hainaut et la Principauté de Liège. De cette période de sa vie émergent trois dates. Le 6 février 1603, il se trouve à Douai, et le 14 septembre 1605, à Liège, d'où il adresse une lettre au pape Paul V, intitulée Orator Terrae Sanctae et Hungaricae, dans le but de susciter une nouvelle croisade contre les Turcs. Expliqué en 1615 à travers l'ouvrage Vegetius christianus, ce projet le conduit, la même année, à Rome. Il meurt en 1636 au couvent des franciscains récollets d'Avesnes.

## Postérité
Prédicateur renommé et auteur prolifique, Philippe Bosquier dénonce avec truculence les erreurs et les vices de son siècle. À ce titre, son œuvre la plus connue et la plus représentative demeure la Tragoedie nouvelle dicte le petit Razoir des ornemens mondains. Il s'agit d'une pièce de théâtre en vers français, dirigée contre les protestants, dans laquelle l'auteur se livre à la satire des modes de l'époque. Censeur infatigable, il s'est particulièrement intéressé aux figures bibliques du Fils prodigue, paradigme du pécheur repentant, et de saint Jean-Baptiste, modèle d'incorruptibilité morale. Lui-même est pourtant bien un homme de son temps, un écrivain de la Renaissance tardive, capable de citer tour à tour l'Écriture sainte et les classiques de l'Antiquité, comme de mêler le grave et le burlesque. Il traduit un commentaire biblique de Corneille Musso, met en vers latins un petit livre de Gilles Corrozet (Les divers et mémorables Propos des nobles et illustres hommes de la Chrestienté, Paris, 1557), réalise une édition critique d'un ouvrage de Jean Gerson ou d'un texte appartenant Sources franciscaines, et dresse même l'inventaire des manuscrits de la bibliothèque de l'Abbaye d'Aulne. Mais, au même moment, passe dans sa prédication la verve franciscaine et l'humour populaire d'un Olivier Maillard. Ses oraisons funèbres l'ont également rendu célèbre : on peut citer celles de Philippe II, Jacques l'Escaillet, Charles de Croÿ et Gaspard de Hainaut (abbé d'Hautmont, mort en 1625). Les œuvres complètes du franciscain ont été réunies en trois volumes et publiées à Cologne, chez Johann Crith, en 1621 et en 1628.

## Œuvres complètes

### 1ervolume
- Orbis terror, seu Concionum de finibus bonorum et malorum libri duo, Douai, Balthazar Bellère, 1603; Cologne, Jacques Mertzenich, 1610.
- Orator Terrae Sanctae et Hungaricae, seu Sacrarum Philippicarum in Turcarum barbarum et importunas christianorum discordias, notae, Douai, 1606; Cologne, Johann Crith, 1611.
- Vegetius Christianus, seu De tota arte militari ad Turcam debellandum, Cologne, 1615.
- Ara Coeli, seu Concionum de Honorario a Magis Orientis Jesu infanti in Bethlehem oblato, décades tres dictae nuper Ferrariae Eburonum, Douai, Pierre Borremans, 1607; Anvers, Balthazar Bellère, 1607; Cologne, Kempenis, 1611.
- Monomachia Jesu Christi et Luciferi incruenta, seu Concionum XL. de tentationibus Christi in deserto, notae, Douai, 1598.
- Codrus Evangelicus, seu Concionum XL. de Passione Domini, notae, Cologne, 1611.
- Legatus apostolicus seu Concionum de Joannis Baptistae Magni libertate adversus incestum herodis, notae, Cologne, 1607, 1612.
- Carcer Laureatus, seu Echo concionum de rebus in carcere a Johanne Baptista gestis, Cologne, Johann Crith, 1618[4].

### 2evolume
- L'Académie des pécheurs, bastie sur la parabole du prodigue Evangélic, Mons, Charles Michel, 1596; Arras, 1597; Paris, Olivier de Varennes, 1612.
- Academia Peccatorum in quinque partes distributa, de Filio prodigo. Traduction latine du précédent.
- Quarta Naufragii tabula, s. l., s. d.
- Tabulae Naufragii; de Dominicis ac Festis, Cologne, 1618.
- Sobria jentacula Christi et Samaritanae, seu De siti Christi sedentis ad fontem Jacob, Cologne 1619.
- Orationes funèbres tres : in obitum Philippi II, Regis Catholici, R. P. Jacobi l'Escailleti, et Ducis Arschotani, s. l., s. d[6].

### 3evolume
- Catechismus Joannis Baptistae catenati, s. l., s. d.
- Scipio claudicantum, seu Joannis Baptistae catenati pars II et III, Cologne, 1625.
- Domini Opt. Max. Panegyricus fervo suo vincto dictus, seu Laus Joannis Baptistae a Christo praedicata, s. l., s. d.
- Echo concionum reliquarum Panegyrici de Joanne Baptista, s. l., s. d.
- Conciones aliquot de Dominicis et Festis quibusdam, Cologne, 1628.
- Quaestio perplexa, Pilatus quis, et cujas ?, Cologne, s. d.
- Oratio in obsequiis R. D. Gasparis Hanotii, Abbatis Altimonensis, s. l., s. d.
- Plutarchus alter, seu Aegidii Corrozeti Apophtegmata heroïca, ex Gallicis Latina facta, interprete Ph. Bosquerio, Cologne, 1631.
- Joannis Gersonis, Doc. Christianissimi, tractatus de laude Scriptorum, sive, Librariorum, id est, eorum qui bonis libris sola transcriptione multiplicandis student; ad Fratres Coelestinos et Carthusienses; ex castigatione F. Philippi Boschieri, s. l., s. d.
- Antiquitates Franciscanae, seu Speculum vitae S. Francisci et sociorum ejus, Cologne, 1623.
- Index librorum Mss, qui sunt in Bibliotheca inclyti Monasterii Alnensis, permissu Edmundi Jouventii Abbatis anno 1625, s. l., s. d[7].